# Frühneuenglische Vokalverschiebung
Als Great Vowel Shift (auch Tudor Vowel Shift) fasst man die Vokalveränderungen der englischen Sprache zusammen, die sich etwa zwischen 1400/1450 und 1700/1750 ereigneten und damit die Phase des Frühneuenglischen umfassen. Die Bezeichnungen beziehen sich ausschließlich auf die Veränderungen der mittelenglisch langen Vokale. Es handelt sich hierbei um eine Hebung bzw. Schließung der Langvokale. Die im nachfolgenden Schaubild abgebildeten Kurzvokale erfahren im Gegensatz zu den Langvokalen eine Senkung bzw. weitere Öffnung. Die Kurzvokale verändern sich jedoch unabhängig vom Great Vowel Shift. In der neuenglischen Schreibung spiegelt sich meist der ursprüngliche Lautstand wider, z. B. /eː/ zu /iː/ (engl. feel, „fühlen“), /iː/ zu /aɪ/ (engl. find, „finden“), /uː/ zu /aʊ/ (engl. mouse, „Maus“), /oː/ zu /uː/ (engl. moon, „Mond“).
Zur Ursache und zum genauen Ablauf des Great Vowel Shifts gibt es mehrere Theorien. Die beiden klassischen Theorien werden als Schubkette und Ziehkette bezeichnet:
- Schubkette (von Karl Luick formuliert): die mittleren Vokale /eː/ und /oː/ werden allmählich geschlossener und verdrängen /iː/ und /uː/, die zu den Diphthongen /aɪ/ und /aʊ/ werden.
- Ziehkette (von Otto Jespersen formuliert): die beiden geschlossensten Vokale, /iː/ und /uː/, diphthongieren zu /aɪ/ und /aʊ/ und ziehen die beiden mittleren Vokale /eː/ und /oː/ ersatzweise in die extremeren geschlossenen Positionen

Neuere Theorien sehen die beiden Sichtweisen als vereinfachend an und gehen von mehreren kleineren unabhängigen Lautwandelketten aus.